# 黄滔祠
黄滔祠，位于中国福建省莆田市荔城区镇海街道东里巷，为纪念晚唐福建文学家、政治家黄滔而建。元大德甲辰年（1304年）建上厅思敬堂，明天顺丁丑（1457年）至甲申（1464年）间建下厅惇叙堂和东直房五间。建筑坐北向南，占地面积780平方米。其中思敬堂为悬山顶燕尾脊抬梁穿斗结构建筑；惇叙堂为穿斗式结构。大门匾额“东里黄氏大宗祠”系明吴郡太史文征明所书。2009年11月16日公布为第七批福建省文物保护单位。